# Jezioro Chantajskie
Jezioro Chantajskie (ros. (Большое) Хантайское озеро, (Bolszoje) Chantajskoje oziero) – jezioro tektoniczno-polodowcowe w azjatyckiej części Rosji, w Kraju Krasnojarskim, w wąskiej kotlinie tektonicznej na południowo-zachodnim skraju gór Putorana. Zajmuje powierzchnię 822 km², a jego maksymalna głębokość wynosi 420 m. Na zachodzie połączone jest z płytkim Małym Jeziorem Chantajskim (pow. 58 km²), z którego wypływa rzeka Chantajka, prawy dopływ Jeniseju. Zamarza w okresie od października do czerwca.